# Mossan
Mossan(en francès Moussan) és un municipi francès situat al departament de l'Aude i a la regió d'Occitània.